# De Balneis Puteolanis
Il De Balneis Puteolanis (in italiano "Delle Terme di Pozzuoli)", il cui nome originale è Nomina et virtutes balneorum, seu de Balneis Puteolanis (ovvero "I nomi e le virtù delle terme, o delle Terme di Pozzuoli") è un carme attribuito a Pietro da Eboli, scritto nell'ultimo decennio del XII secolo (probabilmente nel 1197), e da lui destinato (come tutte le sue opere) in lode all'imperatore ("Cesaris ad laudem"), cioè, probabilmente, Enrico VI. In esso troviamo un importante valore documentario per la pratica della balneoterapia.

## Contenuto
La zona era famosa già in epoca classica, visto che già ne parlavano Orazio, Ovidio, Properzio e anche Seneca, ed erano al centro dell'attenzione dei viaggi medievali, visto che erano gratuiti e aperti a tutti: nell'ottobre-novembre 1227 l'imperatore Federico II si reca a Pozzuoli per curarsi di una malattia contratta a Brindisi, in procinto per partire per una crociata. Il trattamento termale che durava generalmente tre settimane, aveva luogo principalmente in primavera o in autunno, al riparo degli eccessi del clima. Il bagno era alla base di ogni cura: nei primi giorni si cominciava con pochi minuti di immersione, per prolungare il tempo man mano che il paziente si abituava al calore delle acque.
In quest'opera si descrivono le qualità mediche di trentacinque bagni termali nei Campi Flegrei, tra Napoli e Baia, dove le proprietà dei balnea sono affiancate ai ludus del risanamento. Il Balneum Petrolei rende lieti i malinconici e sorridenti i tristi; il Balneum Calatura ridesta l'appetito e sconfigge l'anoressia; il Balneum Juncara rende vivaci e attenti all'altro sesso, conversoli e temprati; il Balneum Petrae provoca la rimessa dei calcoli renali attraverso l'urina; il Balneum Pugillus risana gli storpi; il Balneum Orthodonicum può resuscitare i morenti; il Balneolum, infine, cura ogni affezione, risana lo stomaco, i reni, il capo e scaccia gli oscuramenti di vista. Agli ecclesiastici è dedicato il Balneum Fons Episcopi che cura le artriti e i reumi "poichè ai preti nuoce la vita sedentaria, spesso con dolore ai piedi; per costipazione l'aria reca dolore al ventre e i fianchi crepitano".
Pietro di Eboli si salda alle leggende della Napoli di Publio Virgilio Marone o di quelle che avevano folcloricamente mutato il Sudatorium di San Germano nell'ingresso del Purgatorio e il Balneum Tripergula, vicino al lago Averno, nel luogo dove Gesù Cristo aveva infranto le porte dell'Inferno.
Possiede 18 miniature, opera di un solo artista, che sono chiuse da una stretta cornice di colore azzurro, verde o rosso, e sono realizzate con la tecnica degli sfondi in foglia d'oro. Costituiscono uno dei più importanti esempi di miniatura dell'Italia meridionale, forse della Sicilia, nel Duecento: elementi bizantini si giustappongono a motivi realistici, architetture romane a cupole orientali. Le figure umane hanno fisionomie comuni e sono rappresentate con poche varianti, al contrario, vari e fantasiosi i riferimenti paesaggistici e le ambientazioni.
Il De balneis conobbe una notevole e plurisecolare fortuna: tradotta più volte in volgare, l'opera è tramandata da ben 21 testimoni, ma anche da 12 edizioni a stampa, dal 1457 al 1607. L'opera è conservata nel manoscritto 1474 della Biblioteca Angelica. Il codice appartenne nel ‘700 a Mario Guidarelli ed è pervenuto in Biblioteca Angelica tramite la biblioteca di Domenico Passionei.